# Dow Ber Borochow
Dow Ber Borochow (ur. 21 czerwca?/3 lipca 1881 w Złotonoszy, zm. 4 grudnia?/17 grudnia 1917 w Kijowie) – rosyjski polityk i filozof żydowskiego pochodzenia, jeden z głównych ideologów i założycieli ruchu syjonizmu socjalistycznego. Przez długi czas lider ugrupowania Poalej Syjon. Pionier w badaniach nad językiem jidysz.
Jego myśl opierała się na próbie połączenia podstawowych wartości marksistowskiego socjalizmu i syjonizmu. Borochow uznawał dążenia emancypacyjne Żydów wschodnioeuropejskich za pożądane, jednocześnie wskazując na konieczność utworzenia państwa żydowskiego w Palestynie (będącego wyrazicielem dążeń proletariatu żydowskiego). Jego ideologia wywarła duży wpływ na lewicowe ruchy żydowskie w Europie i Stanach Zjednoczonych.

## Życiorys

### Dzieciństwo i młodość
Dow Ber Borochow urodził się w 1881 roku w miejscowości Złotonosza w Imperium Rosyjskim (obecnie terytorium Ukrainy). Urodził się w żydowskiej rodzinie inteligenckiej, będącej sympatykami ruchu Haskali. Jego ojciec, Mosze Aaron Borochow był nauczycielem języka hebrajskiego w prowincjonalnej szkole żydowskiej. Oboje rodziców było zwolennikami ruchu syjonistycznego, a ojciec członkiem organizacji Chowewej Syjon. W dwa miesiące po narodzinach Dow Bera, rodzina przeprowadziła się do Połtawy. Dom rodzinny był miejscem spotkań wielu żydowskich pisarzy i intelektualistów. Środowisko to ukształtowało zręby późniejszych poglądów Dow Bera, który w wieku 11 lat uciekł z domu, pragnąc na własną rękę wyemigrować do Ziemi Izraela.
Borochow najpierw uczęszczał do żydowskiej szkoły religijnej, a później uczył się w rosyjskim gimnazjum, które ukończył w 1900 roku. W młodości nie zdołał nauczyć się języka hebrajskiego tak, by biegle nim władać. Następnie uczył się języków obcych, socjologii, filozofii, historii, nauk przyrodniczych i ekonomii. W czasie nauki w gimnazjum zetknął się po raz pierwszy ze środowiskiem lewicowym. Ówczesna Połtawa nie była miastem silnie uprzemysłowionym, nie był to znaczny ośrodek proletariacki, ale przyciągała rewolucjonistów i dysydentów uchodzących przed carskim prześladowaniem. Byli oni szczególnie popularni pośród młodych ludzi, studiujących i uczących się. Borochow był członkiem organizacji skupiających uczniów o lewicowych poglądach, które później stały się zaczątkami komórek rewolucyjnych. Wkrótce został jednym z liderów tego ruchu. W tym czasie intensywnie poznawał ideologię marksistowską. Z powodu rewolucyjnych poglądów oraz urzędowego antysemityzmu nie mógł rozpocząć studiów wyższych na uniwersytecie.

### Działalność polityczna
Ze względu na swój socjalistyczny światopogląd, Borochow wstąpił w 1900 roku do Socjaldemokratycznej Partii Robotniczej Rosji (SDPR), jednak po krótkim czasie został wydalony ze względu na swoje żydowskie pochodzenie i syjonistyczne poglądy. On sam twierdził, że został wydalony, bo miał zły wpływ na współpracowników – „nauczył ich myśleć za siebie”. To doprowadziło go do przyłączenia się na przełomie 1900/1901 do grupy założycielskiej Syjonistyczno-Socjalistycznego Związku Robotniczego (drugim założycielem organizacji był Szymon Dobin). Jego myśli w tym czasie były skupione na problemie narodu żydowskiego, który cierpiał z powodu antysemickich prześladowań. Poglądy socjaldemokratyczne uwidaczniały mu różnicę między nacjonalizmem narodów dominujących a nacjonalizmem narodów zdominowanych. Wśród tych ostatnich widział Żydów, a jako ich nacjonalizm spostrzegał ruch syjonistyczny. Borochow twierdził, że problem żydowski może być rozwiązany jedynie przez połączenie nacjonalizmu uciskanych z rewolucją robotniczą. Swoje poglądy zawarł w opublikowanym w 1902 roku eseju pt. Natura Żydowskiej Pamięci. W następnych latach Borochow stanął przed koniecznością organizowania żydowskiej samoobrony przed częstymi zamieszkami i pogromami.
W tej nowej partii politycznej Borochow mógł swobodnie realizować swoje poglądy syjonistyczne w zgodzie z wartościami marksistowskiego socjalizmu. W latach 1905–1907 współpracował ze Światową Organizacją Syjonistyczną, chcąc użyć jej jako podstawy do promowania syjonizmu socjalistycznego. W 1905 roku wziął udział w Siódmym Kongresie Syjonistycznym w Bazylei. W jego trakcie sprzeciwił się wobec planów budowy państwa żydowskiego w Ugandzie (za czym optował m.in. rząd brytyjski, tzw. plan ugandyjski). Borochow opowiadał się za kierunkiem palestyńskim wewnątrz organizacji. Swoje argumenty przedstawił w publikacji Kwestia Syjonu i Terytorium (1905 rok). W przekonaniu tym utwierdził go wybuch rewolucji 1905 roku, którą uznawał za wyraz dążeń emancypacyjnych narodów zamieszkujących tereny Imperium Rosyjskiego. W tym samym roku opublikował swoje pierwsze poważne studium pt. Kwestia narodowa i walka klas, w którym opisał walkę klas w różnych kontekstach społecznych i historycznych. Twierdził, że poza klasami uciskającymi i uciskanymi (system pionowy klas) w społeczeństwie istnieją jeszcze oddzielne grupy etniczne, posiadające własną kulturę i język (system horyzontalny klas). Żydzi jako odrębna grupa etniczna stanowili klasę uciskaną w systemie horyzontalnym klas, natomiast żydowscy robotnicy byli uciskani w systemie pionowym klas. Z tego punktu widzenia pozycja Żydów była identyczna w obu systemach klas, i dlatego Borochow uważał, że naród żydowski doskonale nadaje się na nosiciela narodowego ruchu wyzwoleńczego. W 1906 roku partia Borochowa zmieniła nazwę na Żydowska Socjaldemokratyczna Partia Robotnicza Poalej Syjon. W tym samym roku skrystalizował on swoje poglądy i przedstawił je w programowym oświadczeniu Nasza platforma. W ten sposób Poalej Syjon zaczął wyraźnie odróżniać się od Światowej Organizacji Syjonistycznej.
W czerwcu 1906 roku policja carska odkryła skład broni ukryty na podwórzu domu Icchaka Ben-Zwi. Nie było go wówczas w mieście, ale policja aresztowała jego rodziców, brata i siostrę – zostali skazani na zsyłkę na Syberię. W następnych tygodniach policja przeprowadziła liczne przeszukania i aresztowania w Połtawie, zatrzymując między innymi Borochowa. Koledzy partyjni obawiali się, że spotka go bardzo ciężki wyrok karny, dlatego dołożyli wszelkich starań, aby uzyskać potrzebną kwotę na zwolnienie za kaucją. Borochow opuścił więzienie w grudniu 1906 roku, i bardzo szybko udał się na emigrację za granicę. Przeżycia więzienne ugruntowały jego poglądy socjalistyczne i syjonistyczne. Następnie poświęcił swoje życie działalności partii Poalej Syjon. Na ogólnorosyjskim zjeździe Poalej Syjon, który miał miejsce w Krakowie w 1907 roku, przedstawił projekt programu ideologicznego partii oraz jej statut. W tym samym roku był jednym ze współtwórców Światowego Związku Poalej Syjon z siedzibą w Wiedniu. Borochow uczestniczył także w Ósmym Kongresie Syjonistycznym w Hadze, podczas którego Poalej Syjon wystąpił ze struktur Światowej Organizacji Syjonistycznej. Jako przyczynę tej decyzji Borochow podał różnice między syjonizmem praktycznym a syjonizmem politycznym. Poza działalnością polityczną, Borochow jednocześnie prowadził badania nad żydowskim ruchem robotniczym i językiem jidysz.
Następne lata Borochow poświęcił wzmacnianiu struktur Poalej Syjon na całym świecie. W latach 1907–1910 redagował gazetę partyjną publikowaną w Wiedniu. Borochow szczególną uwagę przykładał do działalności syjonistycznej w Palestynie. Miał aspiracje, by zyskać przychylność i sympatię pracujących tam żydowskich robotników. W 1909 roku na II zjeździe Poalej Syjon podjęto uchwałę o nieuczestniczeniu w kolejnym Kongresie Syjonistycznym. Borochow był jednym z głównych inicjatorów przyjęcia tego dokumentu. W tym samym roku uczestniczył w I Światowym Zjeździe Związku Robotniczego Poalej Syjon w Hadze. W jego trakcie został wybrany na sekretarza generalnego organizacji. Rok później zamieszkał w Wiedniu, gdzie przebywał do 1914 roku. W jego mieszkaniu miało swoją siedzibę Biuro Światowego Żydowskiego Socjalistycznego Związku Robotniczego Poalej Syjon. W tym okresie zakończył prace nad swoją książką pt. Żydowski ruch robotniczy w liczbach (1895–1904) (została ona wydana pośmiertnie dopiero w 1918).
Wraz z wybuchem I wojny światowej w Europie, Borochow został zmuszony wyemigrować wraz z rodziną z Monarchii Austro-Węgierskiej (pochodzili z Rosji, która była wrogiem Austrii w tej wojnie). W listopadzie 1914 roku wyjechali do Stanów Zjednoczonych. Tam w krótkim czasie Borochow stał się jednym z przywódców amerykańskiej filii organizacji Poalej Syjon, działając także jako publicysta i społecznik. Przyczynił się do powstania codziennej gazety w jidysz Di Warheit, a w 1916 roku opublikował książkę Ruch ekonomiczny narodu żydowskiego (w języku jidysz). Książka ta pokazała jego głębokie przywiązanie do żydowskiej kultury. W sierpniu 1917 roku Komitet Centralny rosyjskiego Poalej Syjon wezwał Borochowa do powrotu do Rosji. Zastosował się on do tego wezwania, po drodze jednak zatrzymując się w Sztokholmie. W stolicy Szwecji brał udział w pracach międzynarodowej Socjalistycznej Komisji Krajów Neutralnych, dotyczących powojennej sytuacji w Europie. Po powrocie do Rosji, uczestniczył w III Zjeździe Poalej Syjon, który miał miejsce w Kijowie. Tam zaprezentował swoje podejście do kwestii utworzenia państwa żydowskiego w Palestynie. Jego zdaniem, miało to nastąpić na drodze pokojowej, w wyniku prowadzenia współpracy z tamtejszymi mieszkańcami. We wrześniu 1917 roku wziął udział w Zjeździe Narodowości w Kijowie. W jego trakcie Borochow został wybrany na przedstawiciela do Rady Demokratycznej, która miała swą siedzibę w Piotrogrodzie. W tym czasie planował utworzyć wspólny blok wyborczy do rosyjskiej konstytuanty razem z dwiema socjalistycznymi partiami ukraińskimi (Ukraińska Socjaldemokratyczna Partia Robotnicza i Ukraińska Partia Socjalistów-Rewolucjonistów). Prowadził nawet rokowania z przywódcami obu ugrupowań.
Bezpośrednio po rewolucji październikowej, w czasie jednej ze swoich podróży agitacyjnych, jadąc do Czernihowa, zachorował na zapalenie płuc. Z tego powodu zmarł 17 grudnia 1917 roku w Kijowie. Został pochowany na cmentarzu żydowskim na Łukianówce w Kijowie. W 1963 roku jego szczątki zostały sprowadzone i pochowane w Izraelu.

## Poglądy
Borochow był teoretykiem, który ukształtował syjonistyczny ruch robotniczy. Jego poglądy są określane jako borochowizm. Opierają się one na połączeniu wartości marksistowskiego socjalizmu z ideami syjonistycznych myślicieli żydowskich. Powstał w ten sposób syjonizm socjalistyczny. Borochow starał się łączyć walkę o poprawę losu robotników z pragnieniem odtworzenia państwa żydowskiego. Był zwolennikiem idei walki klas i materializmu historycznego (materialistycznego pojmowania dziejów). Uważał, że w krajach diaspory żydowscy robotnicy zajmowali się zazwyczaj podstawowymi/najniższymi szczeblami produkcji. Podkreślał, że w krajach rozproszenia także żydowskie drobnomieszczaństwo miało problemy ze znalezieniem pracy. Borochow twierdził, że ekonomiczna struktura żydowskiej diaspory przypominała odwróconą piramidę, w której brakowało robotników i rolników. W jego ocenie tylko powstanie państwa żydowskiego mogło doprowadzić do pokonania problemów, które stały przez społecznością Żydów. Borochow popierał osadnictwo żydowskie w Palestynie, wskazując na konieczność budowy nowego państwa żydowskiego w zgodzie z modelem państwa socjalistycznego. Według Borochowa, umożliwiłoby to wprowadzenie socjalizmu w Ziemi Izraela bez konieczności przechodzenia fazy rewolucji. Dla niego syjonizm i socjalizm były z sobą powiązane, a rozwiązanie problemu żydowskiego widział w podążaniu drogą internacjonalizmu socjalistycznego. Pierwszym krokiem było umożliwienie żydowskiej imigracji, aby osiedlić się w Ziemi Izraela. Żydowscy pionierzy w Palestynie mieli stać się pionierami nowej socjalistycznej przyszłości.

## Znaczenie
Niektórzy współcześni historycy nazywają Borochowa nowoczesnym Mojżeszem Majmonidesem. Tamten średniowieczny filozof zdołał pogodzić judaizm z poglądami Arystotelesa, natomiast Borochow pogodził judaizm z marksizmem. Był on także znakomitym badaczem historii narodu żydowskiego, struktury gospodarczej, języka i kultury. Jego prace zebrały analizę żydowskiego ruchu robotniczego oraz społecznych skutków masowej imigracji Żydów. Był też współpracownikiem rosyjskiej Encyklopedii Żydowskiej, oraz sporządził bibliografię 400 lat badań nad językiem jidysz.

## Dzieła
- Zur Frage Zions und des Gebietes. 1905. Brak numerów stron w książce
- Klasse und Nation. Berlin: 1932. Brak numerów stron w książce
- Sozialismus und Zionismus. Wien: 1932. Brak numerów stron w książce